# Panzerzug Bajończyk
Der Panzerzug Bajończyk war ein improvisierter polnischer Panzerzug während des dritten schlesischen Aufstandes von 1921.

## Geschichte
Als am 2. Mai 1921 der dritte schlesische Aufstand begann, setzten die Aufständischen eine größere Anzahl an Panzerzügen ein, darunter auch den Panzerzug Bajończyk. Dieser wurden Mitte Mai in Łabędy zusammengestellt und in Dienst genommen. Ab dem 1. Juni 1921 erhielt er die Nummer 7 und wurde Teil der 4. Panzerzugdivision mit der Bezeichnung Pociąg pancerny 7 „Bajończyk“ (kurz: P.P., deutsch: Panzerzug).

## Technische Daten

### Lokomotiven
Die hauptsächliche Dampflokomotive des Panzerzug Bajończyk war eine Preußische T 13 (Bauart Union), welche im Jahr 1912 mit der Werksnummer Union 1958/1912 bei der Union Gießerei Königsberg hergestellt wurde. Bei den Preußische Staatseisenbahnen fuhr diese mit der Bezeichnung Kattowitz 7918. Nach dem Ende des Ersten Weltkrieges wurde sie an Polen abgegeben und erhielt dort die Bezeichnung TKp1-14. Kurzzeitig wurde die Dampflokomotive des Panzerzug Górnik genutzt. Dies war eine Dampflokomotive vom Typ Preußische G 5.1 und fuhr in Preußen unter der Seriennummer 4160.

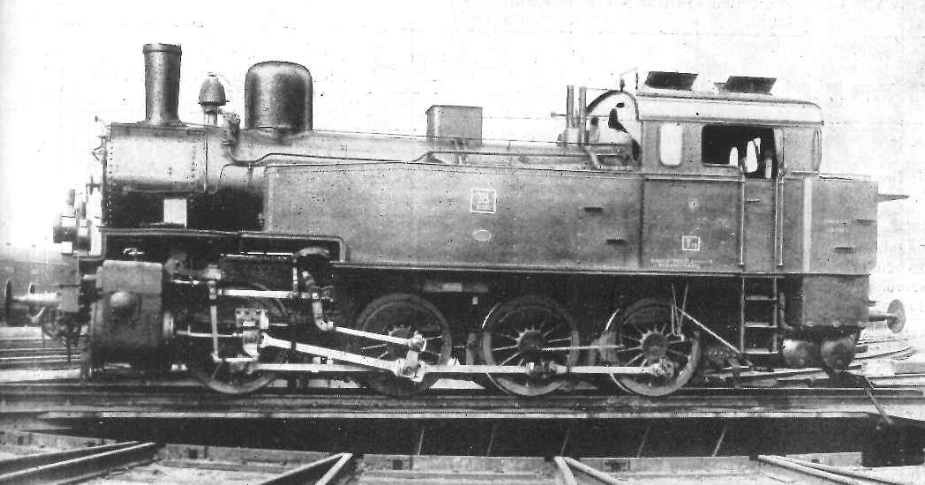
Eine preußische T 13
Eine preußische 5.1

### Artilleriewagen
Der Panzerzug Bajończyk verfügte über einen zweiachsigen Artilleriewagen mit der Seriennummer Gg 17372. Dieser war ein zweiachsiger, ehemaliger Güterwagen aus Holz und wurde in Nowy Sącz mit Beton ummantelt. Als Bewaffnung erhielt der Wagen eine 8-cm-Kanone. Bereits im April 1919 war dieser Wagen dem Panzerzug Lis-Kula zugeteilt gewesen. Der zweite Artilleriewagen des Panzerzuges war ebenfalls ein ehemaliger Güterwagen aus Holz, welcher ebenfalls mit Beton gepanzert und einer 8-cm-Kanone ausgerüstet. Dieser Wagen mit der Seriennummer Gd 26657 wurde zuvor ebenfalls im Panzerzug Lis-Kula eingesetzt.

### Sturmwagen
Weiterhin verfügte der Panzerzug Bajończyk über drei kleine Sturmwagen. Diese waren für den Transport des Infanterie-Sturmzuges vorgesehen. Der Sturmzug wurde in diesem Panzerzug mit einer 3,7-cm-Kanone, fünf schweren österreichischen Maschinengewehren und einem Granatwerfer mit 24 Granaten ausgerüstet. Die Sturmwagen waren ebenfalls hölzerne Güterwagen, welche mit Beton und Sandsäcken gepanzert wurden. Die Seriennummern der Wagen lauteten 5483, 33197 und 45296.

## Einsatz
Über Einsätze oder Teilnahmen an Gefechten liegen keinerlei Informationen vor.

## Zugpersonal
Die Besatzung des Zuges bestand aus zwei Offizieren und 26 Unteroffizieren und Mannschaften.
- Zugkommandant: Leutnant Józef Groniowski